# Ливърмор (Калифорния)
Вижте пояснителната страница за други значения на Ливърмор.
Ливърмор (на английски: Livermore) е град в окръг Аламида, в района на залива на Сан Франциско, щата Калифорния, САЩ. Ливърмор е с население от 86 870 души. (2014) Ливърмор се счита за най-източния град в Района на Залива, преди да се навлезе в Централната калифорнийска долина. Ливърмор е с обща площ от 62 km².